# Desi

Un mapa del subcontinente indio, que muestra los países de India, Pakistán, Nepal, Bután, Sri Lanka y Bangladés, de donde proviene la categoría desi.

Desi (o a veces deshi) es un término usado por las personas que viven o son originarios del subcontinente indio (o Asia Meridional) para referirse a ellos mismos (de una manera que evita cualquier alusión al estado originario y para señalar a una identidad común más amplia). También es el nombre de la subcultura de los sudasiáticos que viven en diáspora.

## Evolución de la identidad desi
El término viene de la palabra sánscrita deśī, que significa ‘habitante de un deśa (देश)’ y se utiliza en muchos idiomas sudasiáticos con el significado de "paisano", incluso entre la gente que puede tener raíces en países diferentes. Entre la gente originaria del subcontinente Indio y que vive en otros países, este término se refiere a la mezcla de culturas y de identidades de las comunidades sudasiáticas, cruzando los límites nacionales y culturales que los separaron en sus países ancestrales. Además, muchos de sus antepasados partieron del Subcontinente antes de su partición o algunos tienen antepasados de más países sudasiáticos y, por lo tanto, no se relacionan con un solo Estado nativo. Los que ahora viven fuera de Asia Meridional se refieren a cualquier cosa o a cualquier persona relacionada con sus países o cultura como desi o deshi, por ejemplo, desi puede ser un pakistaní o un indio o un bangladesí, etc. La gastronomía desi se refiere a comida como arroz, curry, dhal, dosa, idli, roti, chapati u otras. Las danzas desi pueden referirse a danzas clásicas, como bharathnatyam, luddi, kuchipudi, a las danzas populares en las películas o a las danzas de Panyab, raas, bhangra, filmi, etc.
El subcontinente indio es diverso desde el punto de vista lingüístico y religioso. La socialización y los matrimonios ocurren a menudo en su propia comunidad, es decir, entre la gente con la misma religión, lengua y ―a menudo para los hindúes y otros― casta. Pero los primeros emigrantes de Asia Meridional a los Estados Unidos, al Reino Unido y a Canadá eran una minoría pequeña en una cultura muy diversa y encontraron concordancias culturales con otros sudasiáticos (o desis).
Sus niños crecieron en un ambiente cultural sobre todo occidental, con influencias indias, pakistaníes y otras sudasiáticas limitadas al hogar y entre amigos de la familia dentro de la comunidad expatriada. Este grupo comparte muchas experiencias de vivir entre culturas occidentales y sudasiáticas, incluyendo la pertenencia a religiones minoritarias (como hinduismo, islamismo, sijismo, jainismo y budismo) poco representadas en medios populares y poco familiares a la mayoría de la gente.
Hay alguna gente de la India que considera que el término desi se refiere solamente a los sudasiáticos originalmente de este país. Este punto de vista apareció para rechazar a los pakistaníes y a los bangladeshis. El argumento principal es que desi es una palabra de origen sánskrito (que pertenece a la tradición dhármica) y, por lo tanto, su uso debe ser limitado a la gente que pertenece a este tipo de religión (opinión arraigada en la amarga historia del siglo pasado). Pero el uso vernáculo de la palabra para todos los sudasiáticos aún está creciendo por la mejora de las relaciones indo-pakistaníes, el levantamiento de la importancia de SAARC, la aparición de nuevas generaciones de desis.

## Literatura desi
La lista de los escritores desi se extiende de las escrituras en estilo clásico de R. K. Narayan a los más contemporáneos Anita Desai, Gita Mehta, Arundhati Roy, Raj Kamal Jha. En épocas recientes, Suketu Mehta (Maximum City), Mitra Kalita (Suburban Sahibs), Monica Ali (Brick Lane) y Jhumpa Lahiri (Namesake) han escrito sobre sus países de origen desde una perspectiva de la diáspora desi. 
Salman Rushdie (Hijos de la Medianoche), Vikram Seth (A Suitable Boy) son escritores desi que han encontrado lectores en todo el mundo. Chitra Banerjee Divakaruni (Mistress of Spices) ha hecho ondas. En la última década, la escritura desi ha llegado a ser atrevida, por ejemplo, Arundhati Roy (El Dios de Las Pequeñas Cosas) y ahora los escritores no sienten la necesidad de explicar el uso de los términos desi que se utilizan en sus creaciones.

## Música
Un estilo único de música apareció en las comunidades desi del Reino Unido. Artistas como Panjabi MC (quien tiene un álbum llamado Desi) y Apache Indian han mezclado el estilo de la música india con danza bhangra, con hip-hop y reggae, utilizando una mezcla de inglés y de panyabí y han hablado a menudo sobre la experiencia de ser cogido entre dos culturas. El grupo pakistaní Junoon (dos de cuyos miembros crecieron en Estados Unidos) mezcla música pakistaní tradicional, poesía sufi y rock and roll. A. R. Rahman, uno de los artistas desi más populares, mezcla música clásica carnática (de la India de sur) e hindostaní con música occidental para producir una música contemporánea con quintaesencia desi. También MTV lanzó MTV Desi en Estados Unidos.

## Instituciones
Mientras que el número de los desi en las universidades occidentales aumentó, las organizaciones de estudiantes desi se convirtieron en cada vez más comunes, organizando diversiones y reuniones sociales y formando grupos de danza bhangra. Las asociaciones profesionales se comenzaron a formar en los años 90, incluyendo la Asociación de los Periodistas Sudasiáticos o la Red de los Profesionales Sudasiaticos.
Maitri es una organización libre, confidencial, no lucrativa basada en el área de la bahía de San Francisco que ayuda a las mujeres desi a hacer frente a conflictos o a crisis. Han comenzado un grupo de ayuda y proporcionan recientemente el asesoramiento individual para las víctimas.
- Datos: Q770873